# Buzancy (Ardeny)
Buzancy – miejscowość i gmina we Francji, w regionie Grand Est, w departamencie Ardeny.
Według danych na rok 1990 gminę zamieszkiwało 446 osób, a gęstość zaludnienia wynosiła 20 osób/km².

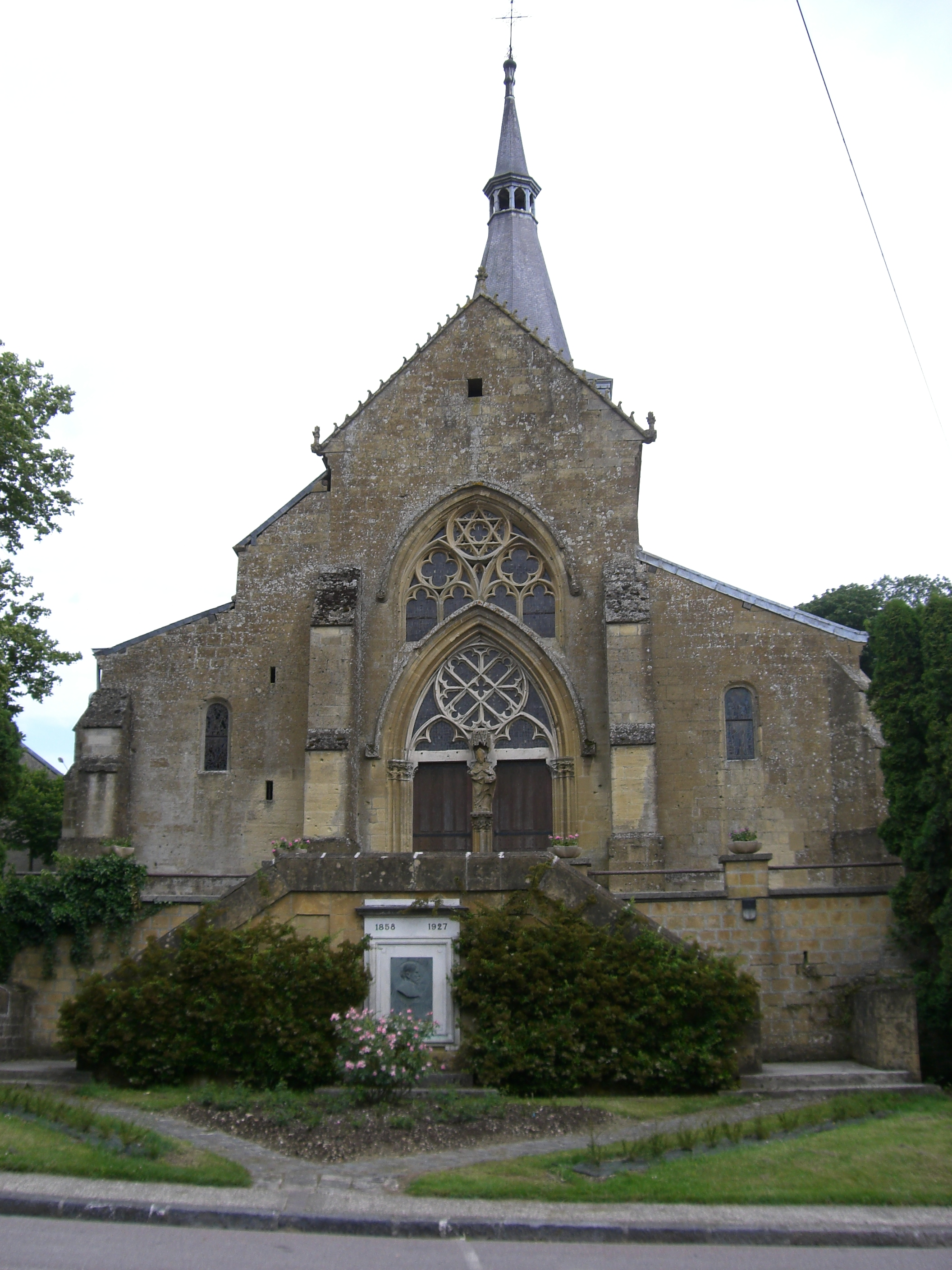
Kościół w Buzancy, 2007